# Cartierul Izvoare din Bacău
Izvoare este unul din cele 11 cartiere al municipiului Bacău. Se află în sud-estul orașului, lângă cartierele Republicii, Cornișa și Bistrița-Lac.